# RZSD VL80

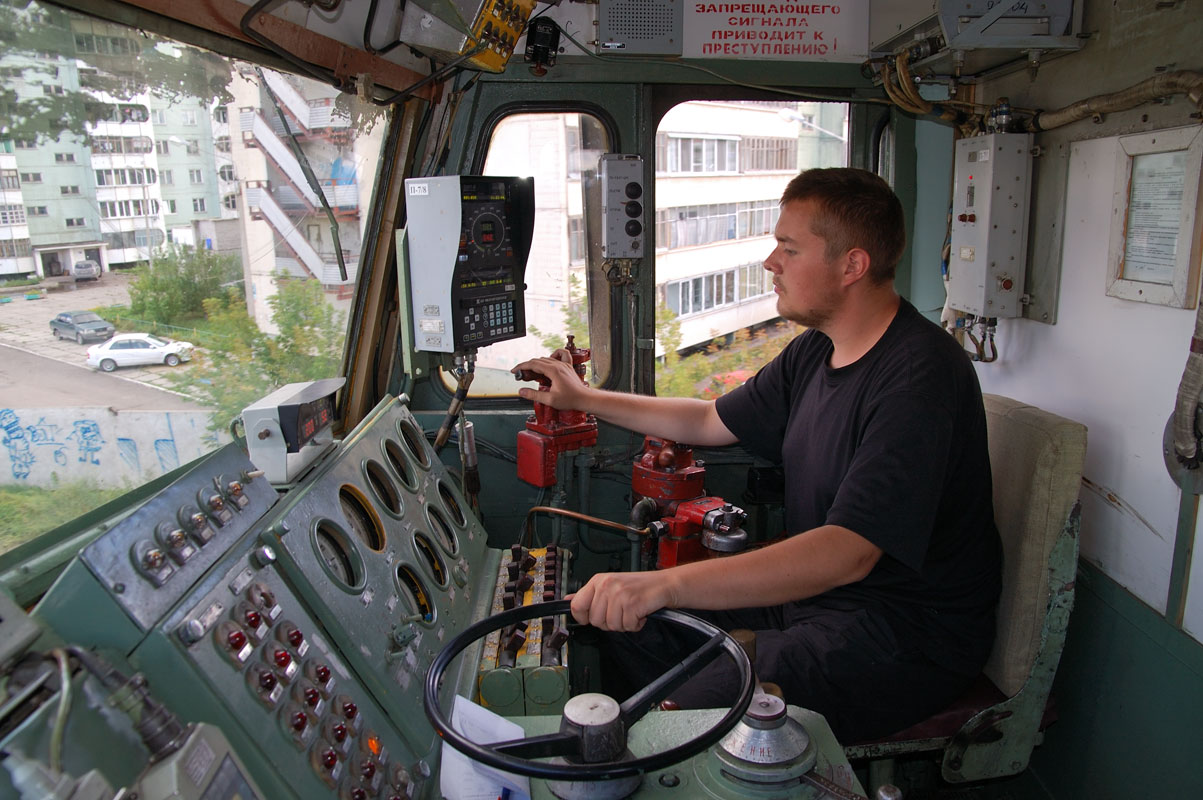
Vezetőállás

Az  RZSD VL80 sorozat (oroszul: ВЛ80) egy Bo'Bo'+Bo'Bo' tengelyelrendezésű kétszekciós szovjet, később orosz tehervonati villamosmozdony-sorozat. A sorozat nevében a VL Vlagyimir Iljics Lenin (oroszul: Владимир Ленин) nevének rövidítése. Összesen 4921 darab készült belőle. A mozdonyokat a szovjet utódállamokban is használják: Fehéroroszországban, Kazahsztánban, Ukrajnában és Üzbegisztánban.